# Ла Стерлина (Болоња)
Ла Стерлина (итал. La Sterlina) је насеље у Италији у округу Болоња, региону Емилија-Ромања.
Према процени из 2011. у насељу је живело 34 становника. Насеље се налази на надморској висини од 22 м.